# Chiesa di San Lorenzo (Sarnonico)
La chiesa di San Lorenzo è la parrocchiale di Sarnonico, in Trentino. Risale al XII secolo.

## Storia

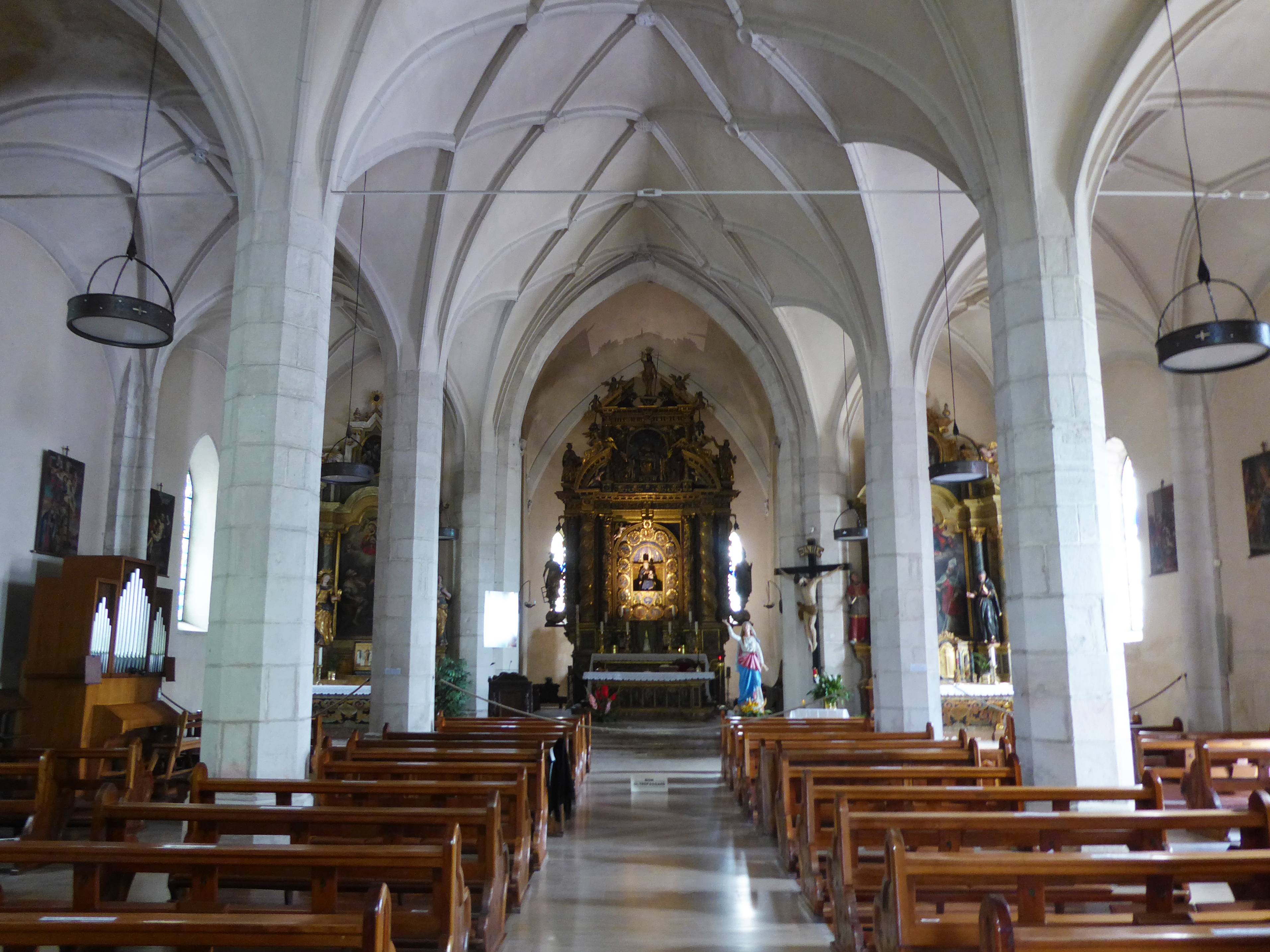
Interno

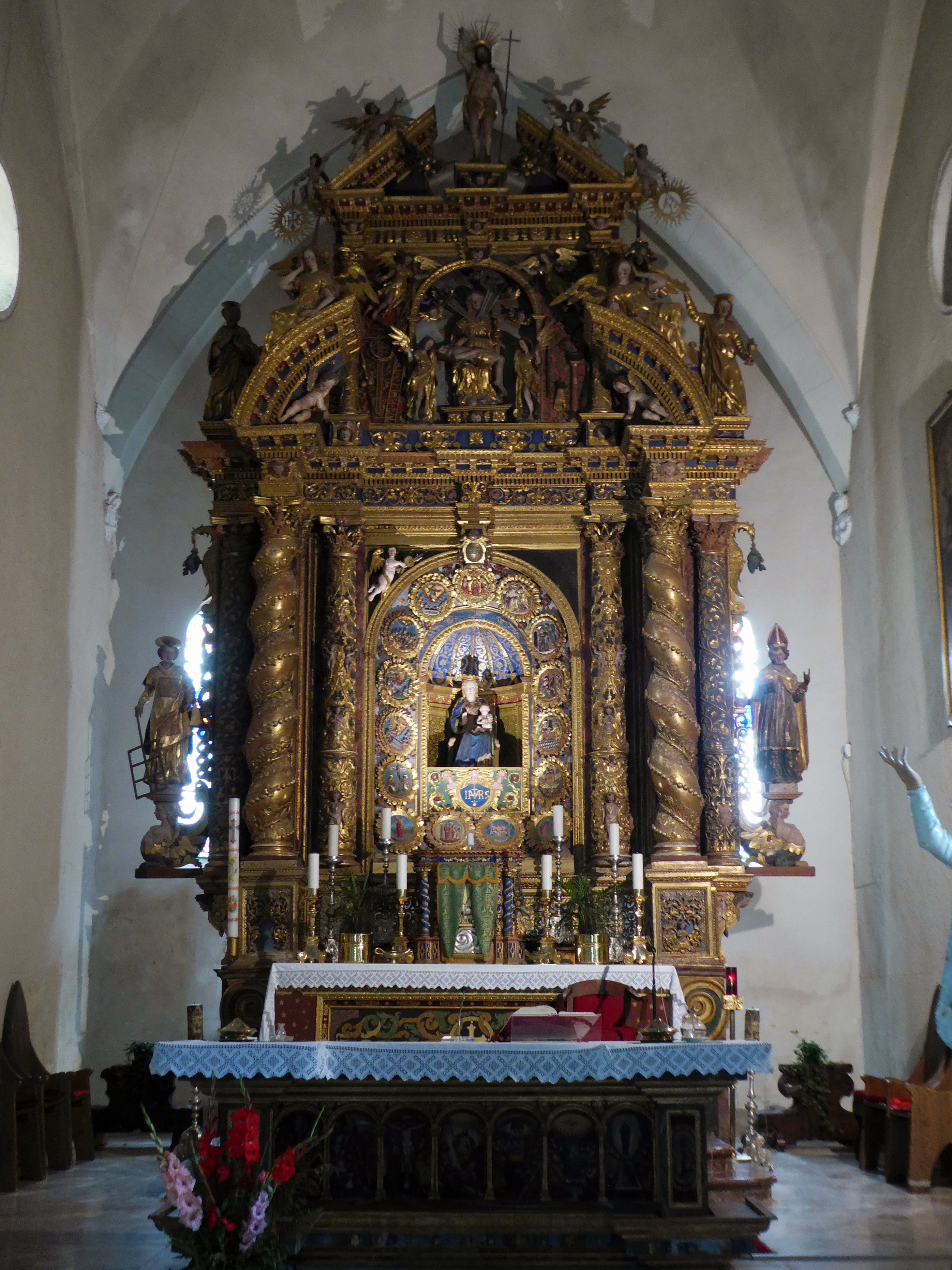
Altare maggiore

Fonti storiche stimano la fondazione di una prima cappella intitolata a San Lorenzo nella località di Sarnonico prima del 1184. La pieve viene citata nel 1228 in un documento che la pone nella posizione di controllo del territorio di Fondo.
Nel XIV secolo la chiesa viene ricostruita ed ingrandita, e l'affresco che decora la facciata a sud viene attribuito a Giovanni da Volpino, che in quel periodo aveva lavorato anche alla vicina chiesa della Beata Maria Vergine.
Un secolo dopo la chiesa ha bisogno di interventi per lo stato nel quale versava e tra il 1590 e il 1597 l'edificio viene sottoposto ai necessari restauri.
Il 1760 è l'anno nel quale alla facciata viene sostituito il portale di accesso in marmo e alla fine del secolo la sala viene ampliata.
All'inizio del XIX secolo il vecchio campanile crolla, e nel 1808 si erige quello nuovo. A metà del secolo e poi verso la fine dello stesso l'intera struttura viene sottoposta a lavori di restauro.
Ottiene dignità arcipretale nel 1906.
Dopo il secondo conflitto mondiale iniziano alcuni cicli di revisione delle strutture portanti e di adeguamento liturgico, alcuni di questi citati anche da Aldo Gorfer.
La chiesa subisce un grave furto nel 1977, quando vengono rubate quattro opere in legno attribuite a Giovanni Battista Ramus. L'ultimo intervento è quello che si realizza nel 1984.